# Noordelijke poedoe
De noordelijke poedoe (Pudella mephistophila)  is een zoogdier uit de familie van de hertachtigen (Cervidae). De wetenschappelijke naam van de soort werd voor het eerst geldig gepubliceerd door de Winton in 1896.

## Voorkomen
De soort komt voor in Colombia, Ecuador en Peru.